# Neopteryx frosti
Neopteryx frosti é uma espécie de morcego da família Pteropodidae. É a única espécie do gênero Neopteryx. Endêmica da Indonésia, é encontrado apenas nas penínsulas norte e oeste da ilha de Sulawesi. Seu habitat natural são florestas subtropicais e tropicais.